# آرنولد چرنوشویچ
آرنولد چرنوشویچ (روسی: Арнольд Петрович Чернушевич؛ ۱۵ ژانویهٔ ۱۹۳۳ – ۲ سپتامبر ۱۹۹۱) ورزشکار شمشیربازی اهل اتحاد جماهیر شوروی سوسیالیستی بود.
وی در مسابقات کشوری و بین‌المللی در مجموع برندهٔ ۱ مدال برنز شده‌است.